# ارتش شرقی ژاپن
ارتش شرقی ژاپن (انگلیسی: Eastern Army) یکی از پنج ارتش میدانی منطقه‌ای نیروی زمینی دفاع‌ازخود ژاپن است که مقر آن در کمپ آساکا در آساکا، استان سایتاما قرار دارد. مسئولیت این ارتش دفاع از منطقه کانتو و نیمه شمالی منطقه چوبو است. ارتش شرقی ژاپن در سال ۱۹۶۰ تأسیس شد.
فرمانده ارتش منطقه‌ای یک سپهبد است و نیروهای نظامی اصلی آن یک شامل لشکر و یک تیپ هستند. این ارتش ۳۴ پادگان، دو پادگان فرعی و ۱۱ ستاد همکاری منطقه‌ای (که قبلاً دفاتر ارتباط منطقه‌ای بودند) را تحت نظارت خود دارد. از آنجایی که این ارتش مسئول دفاع و امنیت منطقه شهری است، فرصت‌های زیادی برای شرکت در رویدادهای مختلف ملی دارد. میدان آموزشی مجاور پادگان آساکا، جایی که فرمانده منطقه‌ای از سال ۱۹۹۴ در آن مستقر است.